# Hem (Dania)
Hem – miasto w Danii, w regionie Jutlandia Środkowa, w gminie Skive.